# Västgöta nations manskör
Västgöta Nations Manskör Korgossarna (VGMK) är en akademisk manskör vid Västgöta Nation i Uppsala. Repertoaren är i huvudsak klassisk med starka rötter i den svenska manskvartettsången, men har under senare årtionden utvecklats till en allt mer mångfasetterad kör. Sedan hösten 2015 leds kören av Rebecka Gustafsson, som efterträdde den nuvarande dirigenten för Allmänna Sången, Maria Goundorina.

## Historia
Kören bildades i sin nuvarande form 1992. År 2013 förärades kören med att få Prins Daniel som beskyddare. I maj 2018 höll kören konsert i Georg Sverdrups hus, Norge.
Våren 2020 uppmärksammades kören i riksmedia för initiativet med valborgskonserter på äldreboenden under Covid-19-pandemin i Sverige. En liknande turné fick uppmärksamhet i december samma år.

## Priser
- 2010 — Vinnare i manskörsklassen i St. Petersburg Grand Prix
- 2013 — Vinnare i manskörsklassen i Krakow Choir Festival
- 2015 — Vinnare av sakral del i manskörsklassen i In Canto sul Garda
- 2015 — Vinnare av folklyrikdel i manskörsklassen i In Canto sul Garda
- 2015 — Vinnare av Grand Prix i In Canto sul Garda 2015, mot 3 andra finalister.
- 2018 — Grand Prix, vinnare av manskörsklassen och sakral musik, samt gulddiplom i folklore vid Interkulturs Isola del Sole i Grado, Italien. Dessutom juryns specialpris till dirigenten Rebecka Gustafsson.

## Diskografi
- Sånger från andra tagningen (2010)[6]
- Inte ett öra torrt (2019)[7]
- Guldkor (2023)